# Leologane
Leologane est une ville du Botswana.